# 黄金瞳
黄金瞳，2019年中国都市探险电视剧。改编自打眼同名小说，由爱奇艺、灵河传媒、腾讯影业出品，爱奇艺龚宇担任出品人，铁佛担任总监制，南派三叔担任总策划，林楠担任总导演，白一骢担任总制作人，张鸢盎任编剧。由张艺兴、王紫璇、陳泇文及王栎鑫領銜主演。2018年1月12日于北京怀柔开机，6月5日全劇殺青。於2019年2月26日在爱奇艺首播。2019年8月28日获得首尔国际电视节长篇电视剧竞赛单元最高奖项“金鸟奖”。

## 播出时间
| 频道          | 所在地   | 播映日期      | 播出时间                               | 备注     |
| ------------- | -------- | ------------- | -------------------------------------- | -------- |
| 爱奇艺        | 中国大陆 | 2019年2月26日 | 逢星期二至五20:00上傳兩集              |          |
| 东方卫视      | 中国大陆 | 2019年4月20日 | 逢星期六、日 12:35 - 17:45（五集连播） | 青春剧场 |
| Astro全佳HD   | 马来西亚 | 2019年3月4日  | 星期一至四 21:00 - 22:45（两集连播）   |          |
| HUB娛家戲劇台 | 新加坡   | 2019年9月29日 | 每晚 19:00-20:00                       |          |

## 剧情简介
原本平凡无奇的典当行职员庄睿在一个午夜突遇劫案，在与劫匪的周旋之中被一块碎玉击伤眼睛，伤愈后却发现自己已然来到了人生的分水岭。被命运选中的庄睿自此走上了一段传奇的冒险之旅。在探究宿命真相的道路上，庄睿持续努力，几乎攀上了人生巅峰，在经历了公盘赌石、丛林冒险、圣彼得堡游历期间，跟同年玩伴皇甫云、结交了彭飞等一干生死之交，与女警苗菲菲、香港珠宝集團千金设计师秦萱冰之间产生了若有似无的情愫。随着一桩四十年前的考古秘闻逐渐被揭开，庄睿等人也遭遇了敌对势力的打压和追击，生死抉择之间，庄睿不忘初心，在弘扬传统文化的同时，坚定信念，不向厄运低头，最终打破宿命的诅咒，收获了至亲挚爱，将暗黑势力一网打尽，真正完成了人生的逆袭，站上了巔峰。

## 演员表

### 主要演员
| 演員   | 角色          | 介紹 |
| 张艺兴 | 庄睿          | 京大歷史系畢業，皇甫雲的髮小好友。原典当行职员，在典当行劫案後，眼睛发生异变，獲得黃金瞳，如月之恒，如日之升，如忘川之堕，如黄金之瞳，能看透萬物，能視其過去。从此生活发生了天翻地覆的变化，先依靠黃金瞳鑽了許多古玩的大漏，後闖蕩玉石界，賭石解石，從不失手，成了古玩界和玉石界的傳奇人物。在經過平洲公盤後，皇甫雲和馬胖子在潘家園盤下一處店面送給莊睿，庄睿為其取名“睿雲齋”，之後由於黃金瞳的副作用多次頭痛，甚至出現失明、失憶、失聰、失味等現象，而後得知擁有黃金瞳的人最後皆因副作用五感皆失而亡，開始尋找解決黃金瞳副作用的方法，在最後接受國內手術取出玉目碎片，手術過程並不順利，結果不明。 |
| 张艺兴 | 馮權          | 《聊齋誌異》中“八大王”的故事主人公。馮權跟莊睿有共同點，兩人都有一雙看穿一切的慧眼。 “八大王”的故事講述了甘肅馮權，因為釋放了一隻鱉，這只鱉就叫八大王，它為了回報馮權的放生之恩，就給了馮權一雙能尋寶鑑寶的眼睛。 |
| 陳泇文 | 秦萱冰        | 西皇珠寶集團秦浩然養女,接近庄睿另有目的。但漸漸也對庄睿產生情愫,在她的養父利用庄睿的過程中多次保護庄睿，但也因為秦浩然的關係，注定無法與庄睿走到一起。之後發現養父秦浩然是殺害自己親生父親鄭川的兇手，而配合警方將秦浩然逼上絕路最後於警局自首，服役期間擔任獄中的畫畫老師。 |
| 陳泇文 | 小島真希      | 在中川涼介救下她後安排給她的新身分，但她未接受。 |
| 王紫璇 | 苗菲菲        | 女警，原先認為庄睿為犯罪集團的一員，一直調查且針對庄睿，後來與庄睿下墓抓賊，因庄睿相救漸漸對庄睿產生情愫，在劇中最後與庄睿走到一起。 |
| 李立群 | 德叔／ 馬騰風 | 德叔為京大歷史系教授,古玩界有名的傳奇修復大師, 庄睿的啟蒙老師,亦師亦友,非常照顧庄睿。 但真實身分為幕後反派─馬騰風，為人貪婪，為得黃金瞳不擇手段，為了玉目，不惜犧牲自己的學生 庄睿，結果在烏克蘭警方到達後，被警方開槍打傷住院，爾後逃出醫院．為將玉目植入腦袋而動手術，手術過程不順利，下落不明 |
| 王栎鑫 | 皇甫云        | 庄睿發小好友，見錢眼開、爱财如命、贫嘴耍滑、膽小怕死，特別愛耍嘴皮子，喜歡劉佳，最後與劉佳有情人終成眷屬。 |
| 洪剑涛 | 马胖子        | 土豪，主業煤礦業。在一小型私拍會上協助庄睿拍下「李端端圖」，後成為好友與生意搭檔。 |
| 孟阿赛 | 彭飞          | 特種兵退伍,原在許瑋的威脅下,要他去傷害庄睿使其無法出席平洲公盤會場,但因善良與義氣並未下手,庄睿賞識其重情重義，結交為好友，在與中川良介手下小島明子合作時對小島產生情愫。 |
| 石兆琪 | 秦浩然        | 秦萱冰的養父，西皇珠寶集團董事長，與馬騰風合謀黃金瞳與玉目，為多年前殺害秦宣冰親生父親的兇手，最後被警方擊斃。 |
| 陈瑾   | 胡荣          | 胡氏珠寶集團董事長，缅甸翡翠大鳄，在緬甸擁有最大的翡翠矿场，為人心機城府極深，人稱胡娘娘，心中唯有利益與其女兒。 |
| 劉若嫣 | 胡雯          | 胡荣的女儿 |
| 薛皓文 | 許瑋          | 許氏珠寶總經理，陰險狡詐，最後被警方逮捕。 |
| 谭凯   | 许振东        | 許氏珠寶董事長，許瑋的叔叔。 |
| 韩童生 | 古天风        | 玉石協會理事長,庄睿爺爺的摯友,後認庄睿為義孫。 因得知一些庄啟明當年考古內幕而在第35集遭馬騰風謀殺。 |
| 王茜   | 孟教授        | 庄睿在甘肅遇到的考古隊帶隊教授。也是內蒙考古搶救文物的領頭人。 |
| 窦柏林 | 小趙          | 苗菲菲最佳拍档。 |
| 王闖   | 古定玉        | 古天风的孫子，喜歡苗菲菲 但也看出苗菲菲喜歡庄睿。 |
| 泓萱   | 刘佳          | 苗菲菲的好姊妹，原本喜歡庄睿之後覺得不適合她 後來與皇甫云在一起。 |
| 張帆   | 中川涼介      | 日本人，中川株式會社社長，玉目的擁有者 知道有黃金瞳存在，曾與小島明子說要將事業做到世界，目的仍為未知。 |
| 張帆   | 中川陽平      | 日本人，中川株式會社的創辦人，中川涼介的父親, 年輕時熱愛中國文化參加中國的科考隊與庄睿的爺爺曾一起在甘肅進行考古。 |
| 蓋雨嘉 | 小島明子      | 中川涼介的手下，後來在第54集得知原來其為馬騰風安插於中川涼介身邊的內鬼，最後在馬騰風接受玉目手術時又給「某個」上級打了電話，真實身分仍然不明。 |

### 客串
| 演員   | 角色       | 介紹 |
| 李榮浩 | 岳敬       | 富家少爺，庄睿的大學同學。 |
| 李乃文 | 眼科医生   | 幫莊睿治療眼睛的醫生。 |
| 白一聰 | 灵河当经理 | 灵河当被劫匪闯入后，事後开除了庄睿。 |
| 史航   | 錢姚斯     | 潘家园古董店老板。 |
| 包贝尔 | 闹事者     | 第36集中出現，要求館長對兩幅畫作出鑑定。 |
| 梁天   | 瓷器店老板 | 欺骗外国游客，後被庄睿當場拆穿。 |
| 钟伟伦 | 刘长发     | 公務員，庄睿的大學同學。 |
| 何育駿 | 路茫       | 秦萱冰的手下。 |
| 剛毅   | 余雷       | 綽號余老大，秦萱冰手下路茫請來去灵河当偷玉目（但未成功）,後被派去盜墓（又失敗），最後被路茫殺了滅口。                                                                                  |
| 巴特爾 | 丁局       | 苗菲菲的上司。 |
| 李曉川 | 石三兒     | 馬胖子在平洲朋友，曾經是古天风的學生，得知“人傻钱多”的發小、马胖子要来平洲，曾动了歪心思，想从马胖子身上狠狠敲诈一笔。後來被古定玉揭穿事實而受到懲罰，马胖子後來也決定原諒且不再追究。 |
| 許璟琨 | 庄啟明     | 庄睿的爺爺，古天風最好的兄弟，當年代替腿受傷的古天風去甘肅科考，曾與中川陽平一夥人到甘肅考古後來因不明原因意外失蹤下落不明。                                                           |
| 左金珠 | 鬼哥       | 本名李文貴，秦家的手下大將 |
| 楊紫茳 | 鄭華       | 緬甸翡翠公盤主办方，海運船王世家的继承人，後因殺人被警方逮捕。 |
| 那家威 | 巴特爾     | 內蒙古當地人，考古隊到内蒙草原抢救古墓時的嚮導，喜歡苗菲菲。 |
| 李星文 | 趙縣長     | 內蒙古縣長。推薦巴特爾當考古隊的嚮導。 |
| 黃雯   | 大馬       | 胡榮的貼身保鑣。受胡榮指示對莊睿等人綁架誅殺。 |

## 電視劇歌曲
| 曲序 | 曲目                   | 演唱           |
| ---- | ---------------------- | -------------- |
| 1.   | 我的小小世界（片尾曲） | 南山秋木       |
| 2.   | 只有愛過               | 孟阿賽         |
| 3.   | 我想成為你眼中的唯一   | 王櫟鑫、蓋雨嘉 |
| 4.   | 合二為一               | 王櫟鑫         |
| 5.   | 愛要穿越幾千年         | 曉子           |